# Ferenta incaya
Ferenta incaya là một loài bướm đêm trong họ Noctuidae.